# 四日市南警察署
四日市南警察署（よっかいちみなみけいさつしょ）は、三重県警察が管轄する警察署の一つである。
県内で最も大規模な警察署であり、署長は警視正である。署員数は242名。

## 所在地
- 三重県四日市市新正5丁目5-5

## 管轄区域
- 四日市市中部の中心市街地地域・四日市市南部（中部地区・橋北地区・常磐地区・塩浜地区・日永地区・内部地区・河原田地区・四郷地区・神前地区・川島地区・小山田地区・楠地区（旧三重郡楠町））

## 沿革
- 1948年（昭和23年）3月：警察法施行により、三重県警察部の四日市警察署を廃止し、国家地方警察三重地区警察署と自治体警察の四日市市四日市警察署が発足。
- 1954年（昭和29年）7月：三重地区警察署と四日市市警察を廃止し三重県警察が発足。三重県四日市警察署となる。
- 1966年（昭和41年）4月:三重県警察の機構改革で三重県四日市南警察署と改称される。
- 1980年（昭和55年）3月18日：福田香史四日市市議会議員の交通事故死など飲酒運転の社会問題化で四日市地域の飲酒運転取締り強化。
- 2005年（平成17年）2月7日：三重郡楠町が四日市市に編入されたため、管轄区域市町村数が、1市1町から、1市のみになった。

## 組織
- 会計課
  - 会計係
- 警務課
  - 警務係
  - 安全相談・被害者支援係
- 留置管理課
  - 留置管理係
- 生活安全課
  - 生活安全係
  - 少年係
  - 捜査係
- 地域課
  - 企画指導係
  - 事件指導・教養係
  - 地域係
  - 通信指令係
- 刑事第一課
  - 捜査庶務係
  - 強行盗犯係
  - 鑑識係
- 刑事第二課
  - 知能犯係
  - 組織犯罪対策係
- 交通第一課
  - 交通総務係
  - 交通規制係
- 交通第二課
  - 捜査庶務係
  - 交通指導係
  - 交通捜査係
- 警備課
  - 警備第一係
  - 警備第二係

他に、署庁舎内に機動捜査隊、交通機動隊の分駐所等がある。

## 交番
| 交番     | 自治体   | 所在地       |
| -------- | -------- | ------------ |
| 四日市橋 | 四日市市 | 北町         |
| 諏訪     | 四日市市 | 諏訪栄町     |
| 常磐     | 四日市市 | 城西町       |
| 日永     | 四日市市 | 泊小柳町     |
| 四郷     | 四日市市 | 室山町       |
| 内部     | 四日市市 | 釆女町       |
| 楠       | 四日市市 | 楠町北五味塚 |

## 警備派出所
| 警備派出所     | 自治体   | 所在地 |
| -------------- | -------- | ------ |
| 近鉄四日市駅前 | 四日市市 | 安島   |
| 本町           | 四日市市 | 本町   |
| 塩浜           | 四日市市 | 馳出町 |
| 水上           | 四日市市 | 千歳町 |

## 警察官駐在所
| 警察官駐在所 | 自治体   | 所在地 |
| ------------ | -------- | ------ |
| 神前         | 四日市市 | 曽井町 |
| 川島         | 四日市市 | 川島町 |
| 小山田       | 四日市市 | 山田町 |

### 廃止された幹部交番
- 四日市市 - 水上（警備派出所へ変更）

### 廃止された警察官駐在所
- 四日市市 - 河原田（河原田町）、小古曽（小古曽）

## 主な未解決事件
- 四日市青果商殺人事件
- 四日市ジャスコ誤認逮捕死亡事件